# Storia di Piera
Storia di Piera és una pel·lícula dramàtica italiana del 1983 basada en l'autobiografia de Piera Degli Esposti, escrita per ella i Dacia Maraini. La pel·lícula va ser dirigida per Marco Ferreri i va ser rodada a Sabaudia, Latina i Pontinia.

## Trama
Eugenia i Lorenzo tenen una filla anomenada Piera. La condició mental de la mare no és bona, i empitjora amb el pas dels anys. La pel·lícula segueix la vida de Piera des del naixement fins a l'edat adulta, passant pels nois del barri que la persegueixen pel carrer fins a la relació homosexual amb Arianna. El pare passa un període en un hospital psiquiàtric. Piera comença a treballar com a costurera, però tindrà més èxit al teatre.

## Repartiment
- Isabelle Huppert: Piera.
- Hanna Schygulla: Eugenia.
- Marcello Mastroianni: Lorenzo, pare de Piera.
- Angelo Infanti: Tito.
- Tanya Lopert: Elide.
- Bettina Grühn: Piera de nena.
- Maurizio Donadoni: Massimo
- Aiché Nanà: l'ama de casa
- Girolamo Marzano
- Lidia Montanari: "Cento mille lires"
- Laura Trotter: jove ama de casa
- Loredana Bertè: ella mateixa, cantant "Sei bellissima"

## Premis
- 29a edició dels Premis Sant Jordi de Cinematografia: premi al millor actor i actriu estrangera (Marcello Mastroianni i Hanna Schygulla.[3]
- 36è Festival Internacional de Cinema de Canes: Millor actriu per Hanna Schygulla.[4]